# 小笠原光冬
小笠原 光冬（おがさわら みつふゆ）は、室町時代後期の武士。出羽国増田城主。

## 略歴
本姓は源氏。家系は清和源氏の一流・河内源氏の傍流・甲斐源氏の流れを汲む信濃国守護・小笠原氏の庶流。小笠原長清の八代末と云われるが詳細は定かではない。
上浦郡増田一帯に勢力を持っていたが応仁の頃に小野寺氏によって放逐され、戸沢氏を頼る。
以後、子孫は楢岡城を拠点として楢岡氏を称した。楢岡城は佐原氏を滅ぼして手に入れたものと云われる。子孫は戸沢盛安の傘下として沼館城まで進撃するなど、小野寺氏への攻撃を頻繁に行った。また、楢原氏からは戸沢氏の重臣で新庄藩家老・吉高氏などの庶家が輩出される。